# ТЕС Убарі
ТЕС Убарі — теплова електростанція на південному заході Лівії, розташована біля оази Убарі за 180 км на захід від Себхи.
У 2007 році консорціуму в складі Global Electricity Services Company (GESCO) та ENKA Teknik замовили спорудження теплової електростанції біля розташованого в пустелі Сахара міста Сабха. Проте фактична реалізація проекту почалась лише через кілька років, при цьому місце розташування ТЕС змінили, пересунувши її дещо на захід до Убарі.
На початку 2018 року станція була готова до введення в експлуатацію. Вона складається з чотирьох встановлених на роботу у відкритому циклі газових турбін виробництва концерну Siemens типу SGT5-PAC 2000E потужністю по 160 МВт. ТЕС використовуватиме нафтопродукти, проте за умови прокладення трубопроводу (наприклад, від розташованого біля алжирського кордону родовища Аль-Вафа) можливе переведення на природний газ.